# 시애틀 미술관

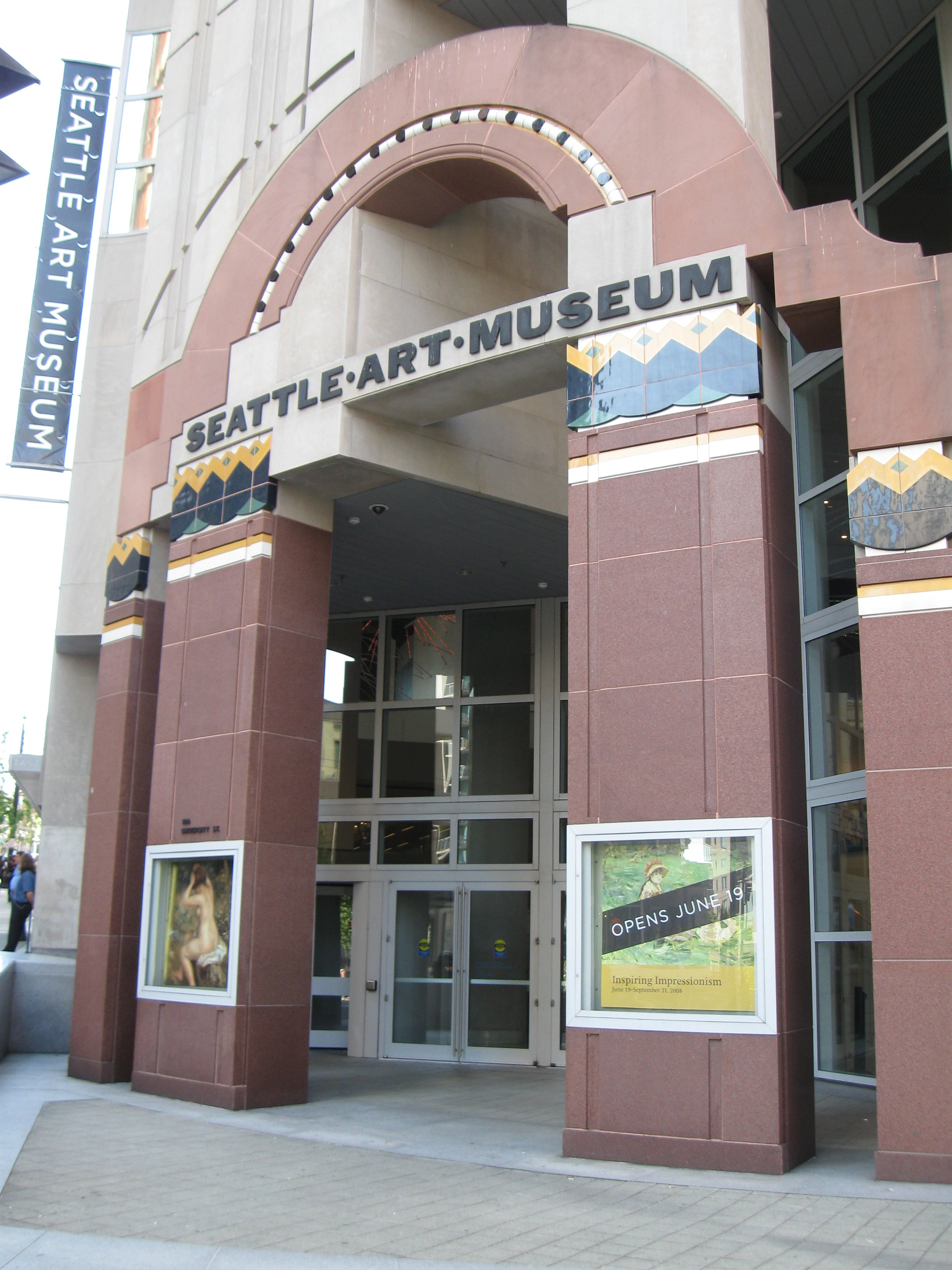
시애틀 미술관

시애틀 미술관(영어: Seattle Art Museum, SAM)은 미국 워싱턴주 시애틀에 위치한 박물관이다. 약 25,000점 이상의 작품을 소장하고 있다. 박물관은 월요일과 화요일을 제외하고 매일 오전 10시부터 오후 5시까지 개방한다.